# BMW Série 5 (E39)
BMW e39 est la quatrième génération de la Série 5 de BMW dans la catégorie grande routière.
La berline de la gamme E39 a été introduite en décembre 1995 en tant que successeur de la gamme E34. Le break appelé Touring a suivi en mars 1997, le modèle sportif M5 à l'automne 1998. Au total, plus de 1,48 million d'unités de l’E39 ont été vendues, dont environ 266 000 Touring. La berline a été produite jusqu'à mi-2003, le Touring est sorti de la chaîne de montage jusque début 2004. Les versions de carrosserie de l'E39 ont été successivement remplacées par la gamme E60/E61.

## Historique du modèle

### Du développement au lancement sur le marché

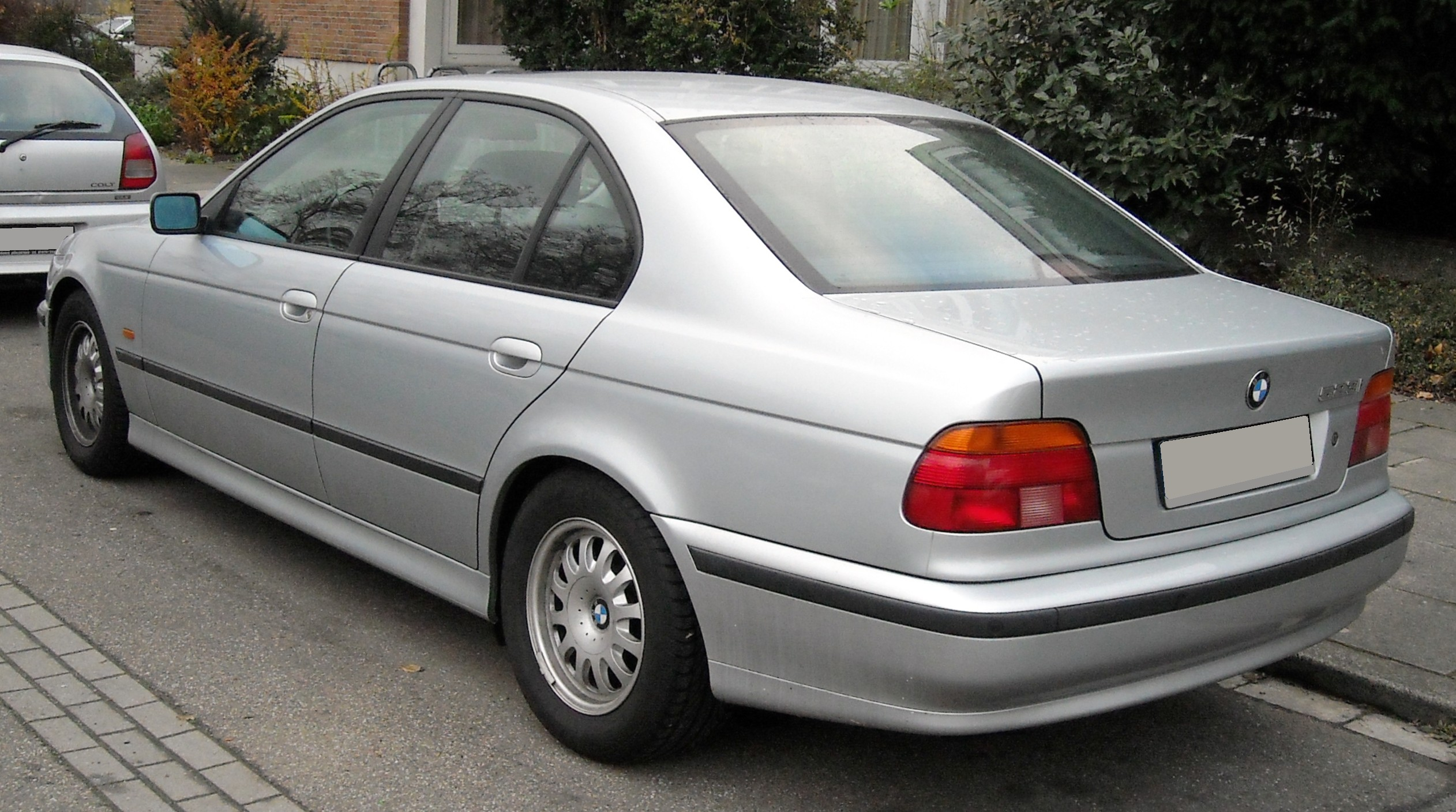
Vue arrière

Le développement du successeur de l’E34 a commencé en 1989 et s'est terminé en 1995. Le design final de Joji Nagashima a été sélectionné en juin 1992 et plus tard gelé pour la production sous la direction du nouveau chef du design, Chris Bangle. La phase de développement du modèle de série a commencé avec la sélection du design en 1992 et a duré 39 mois jusqu'au début de la production. La conception nationale allemande a été déposée le 20 avril 1994 avec un prototype d’E39. Au cours de son développement, les ingénieurs de test de BMW ont parcouru un total de 30 millions de kilomètres de test avec l’E39. Les essais routiers ont eu lieu entre l'Alaska, l'Afrique du Sud et le Cap Nord. Les températures variaient de −40 °C en Alaska à 50 °C au Parc national de la vallée de la Mort, en Californie. Les véhicules d'essai ont roulé sur des routes avec des nids de poule ou avec une remorque sur des routes de montagne. Les tests comprenaient également 8 000 kilomètres d'essais sur le Nürburgring Nordschleife. En 1993, les premières photos de véhicules d'essai camouflés ("mulet") sont apparues dans la presse. En mai 1995, BMW publie les premières photos officielles de l’E39. La Série 5 E39 a été présentée en première mondiale en septembre 1995 au Salon de l'automobile de Francfort. Les ventes ont commencé en décembre 1995 en Europe continentale. Les lancements au Royaume-Uni et sur les marchés étrangers ont commencé mi-1996. L’E39 est propulsée par des moteurs essence six et huit cylindres et des moteurs diesel quatre et six cylindres. Leur puissance va de 85 kW (115 ch) pour la 525td à 294 kW (400 ch) pour la M5. Dans tous les modèles, la puissance est transmise à l'essieu arrière. Selon BMW, l’E39 a été le premier véhicule produit en série au monde avec un châssis presque entièrement en aluminium. La Série 5 était produite à l'usine BMW de Dingolfing.

### Carrosserie et intérieur
Lors du lancement sur le marché en décembre 1995, la Série 5 E39 n'était disponible qu'en berline quatre portes. La carrosserie est en acier. Pour la protéger contre la corrosion, 77 % des surfaces en tôle sont galvanisées. Dans le but d'améliorer les caractéristiques de conduite et pour une plus grande sécurité, la rigidité en torsion de la carrosserie a été considérablement augmentée par rapport à la gamme E34 précédente. La carrosserie a augmenté de 55 mm en longueur, 49 mm en largeur et 23 mm en hauteur. Néanmoins, selon BMW, la carrosserie de l’E39 n'est pas devenue plus lourde que celle de l’E34. Contrairement au prédécesseur, la double calandre BMW est intégrée dans le capot, les doubles phares ronds se trouvent derrière un couvercle en verre commun. Le coefficient de traînée a été considérablement réduit par rapport au modèle précédent, il est de 0,27 pour la 520i berline. Selon BMW, c'était la meilleure valeur de sa catégorie en 1997. À l'intérieur, l'E39 a gagné 25 mm d'espace pour les genoux à l'arrière par rapport à l'E34, l'espace pour la tête a augmenté de 17 mm à l'avant et de 9 mm à l'arrière, et l'espace pour les épaules a augmenté de 62 mm à l'avant et de 15 mm à l'arrière.
En mars 1997, la variante break cinq portes appelée Touring a été introduite. Comme son prédécesseur, l’E34, le Touring a des feux arrière en forme de L et une lunette arrière qui peut être ouverte séparément. Le coffre a une zone de chargement parfaitement rectangulaire et plate. La largeur de chargement a augmenté de 16 centimètres par rapport au Touring de la gamme E34. Le seuil de chargement est au ras de la zone de chargement. Un plancher de chargement coulissant était disponible moyennant un supplément.
Le véhicule de sécurité 540i Protection était disponible en Europe à partir de septembre 1997, la version à conduite à droite et la version américaine ont suivi en mars 1998. Toutes les vitres du véhicule sont équipées d'un vitrage de sécurité recouvert de polycarbonate. De grandes parties de la carrosserie sont renforcées par des nattes en fibre d'aramide. En conséquence, elle atteint la classe de résistance VR4. Les mesures de protection supplémentaires ont apporté un poids supplémentaire de 130 kg par rapport à la 540i berline normale. Un système d'interphone et, à partir de janvier 1998, des pneus anti-crevaison étaient disponibles en option pour la 540i Protection.

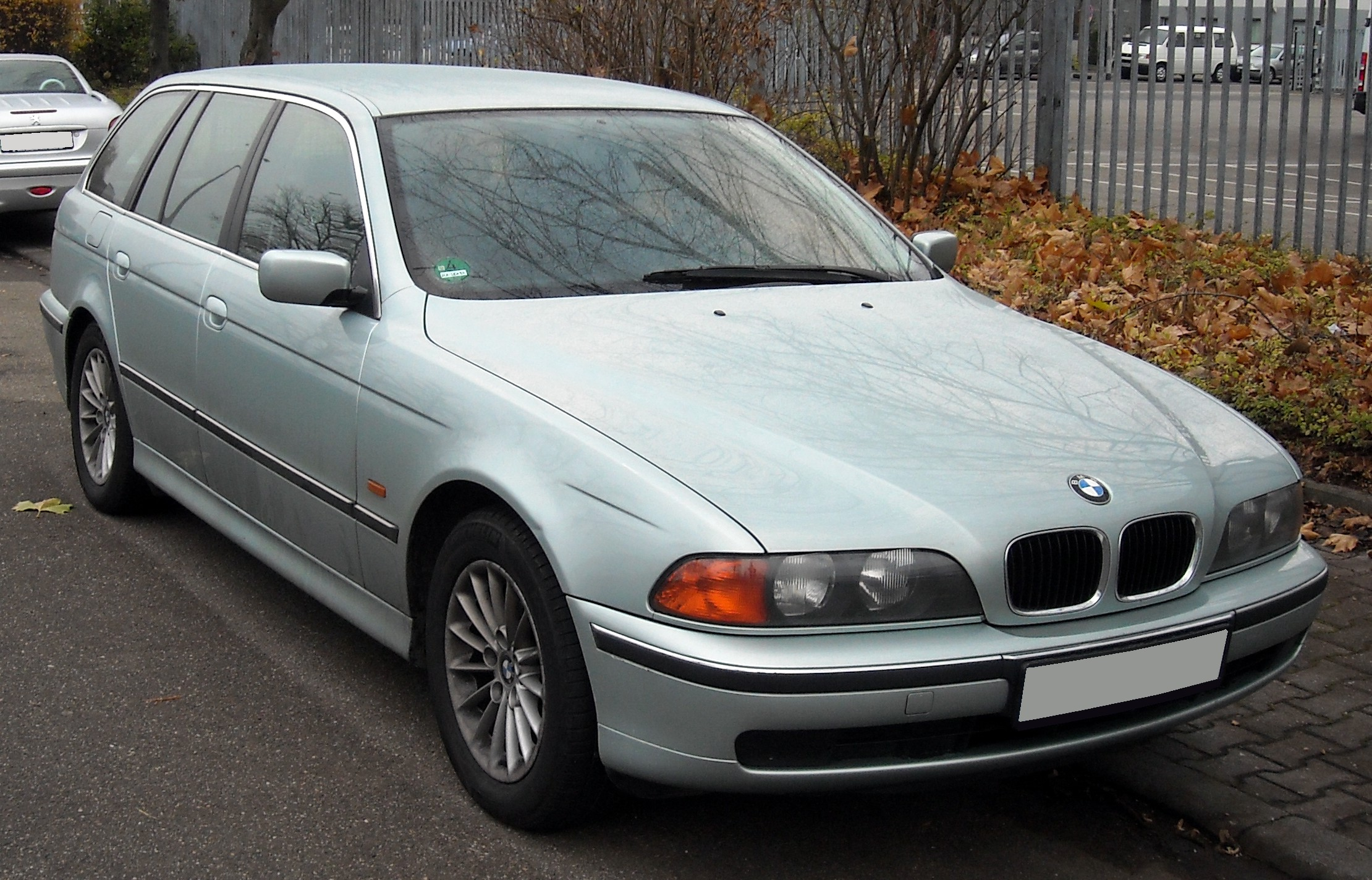
BMW Série 5 Touring (1997–2000)
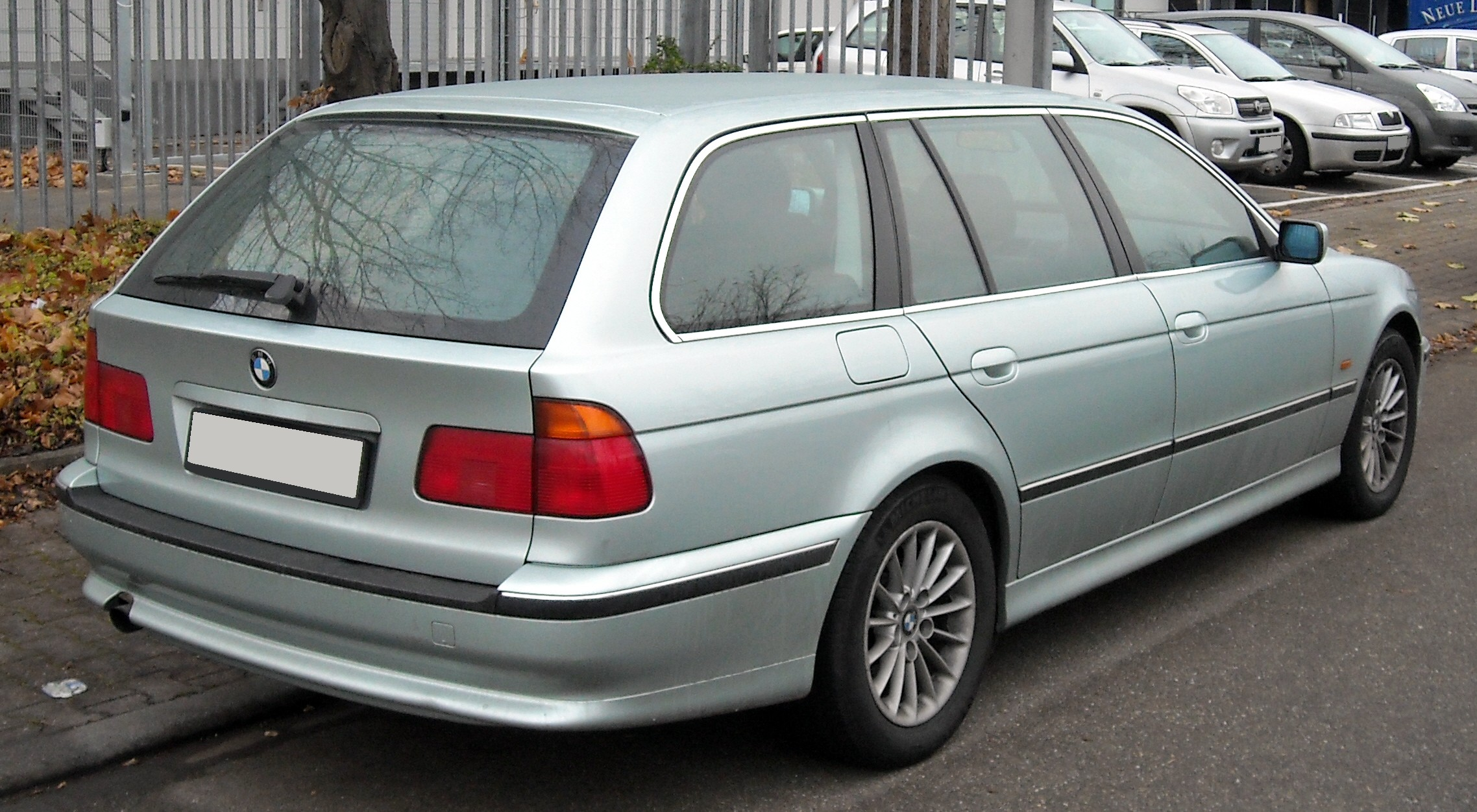
BMW Série 5 Touring (1997–2000)
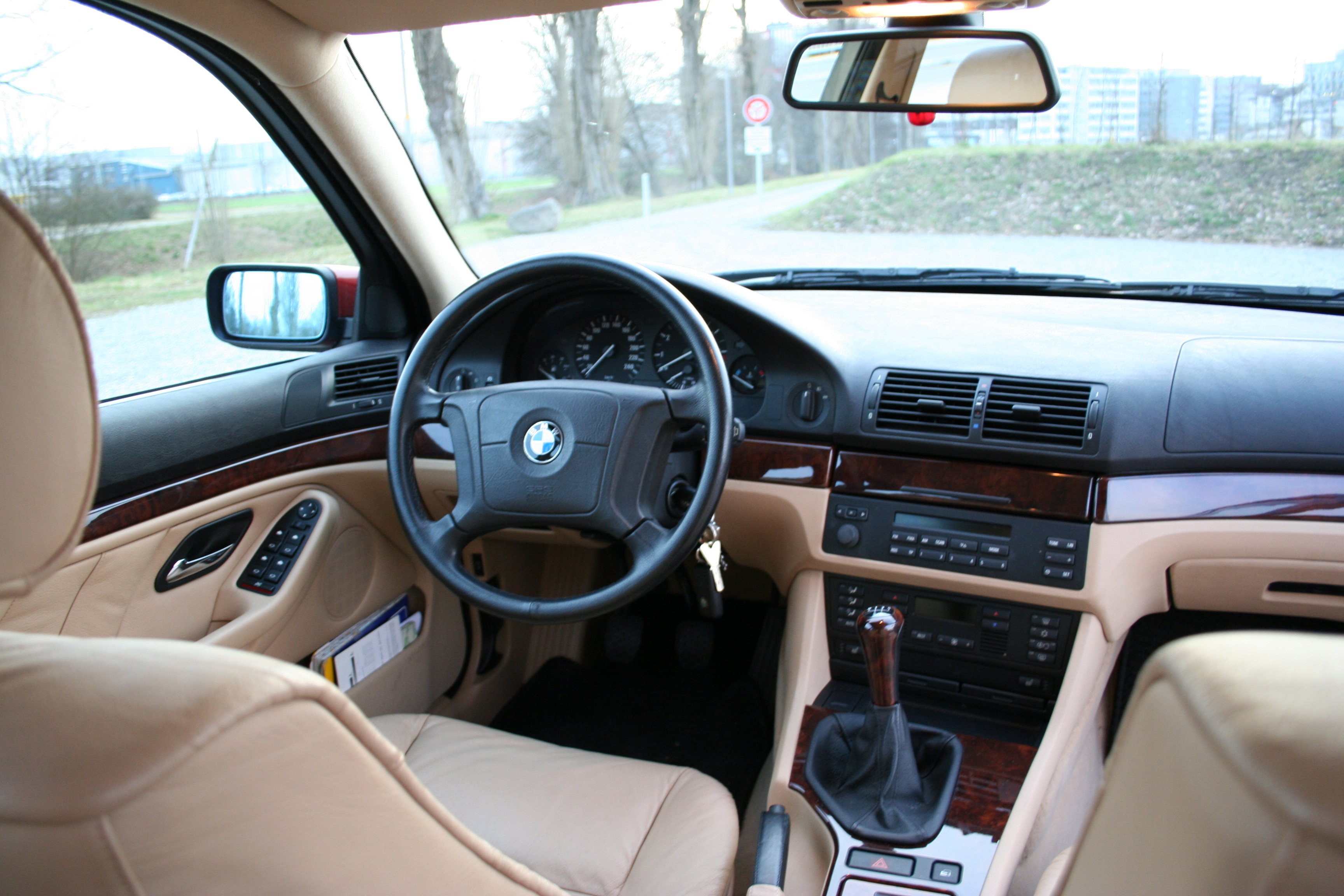
Intérieur avec équipement spécial
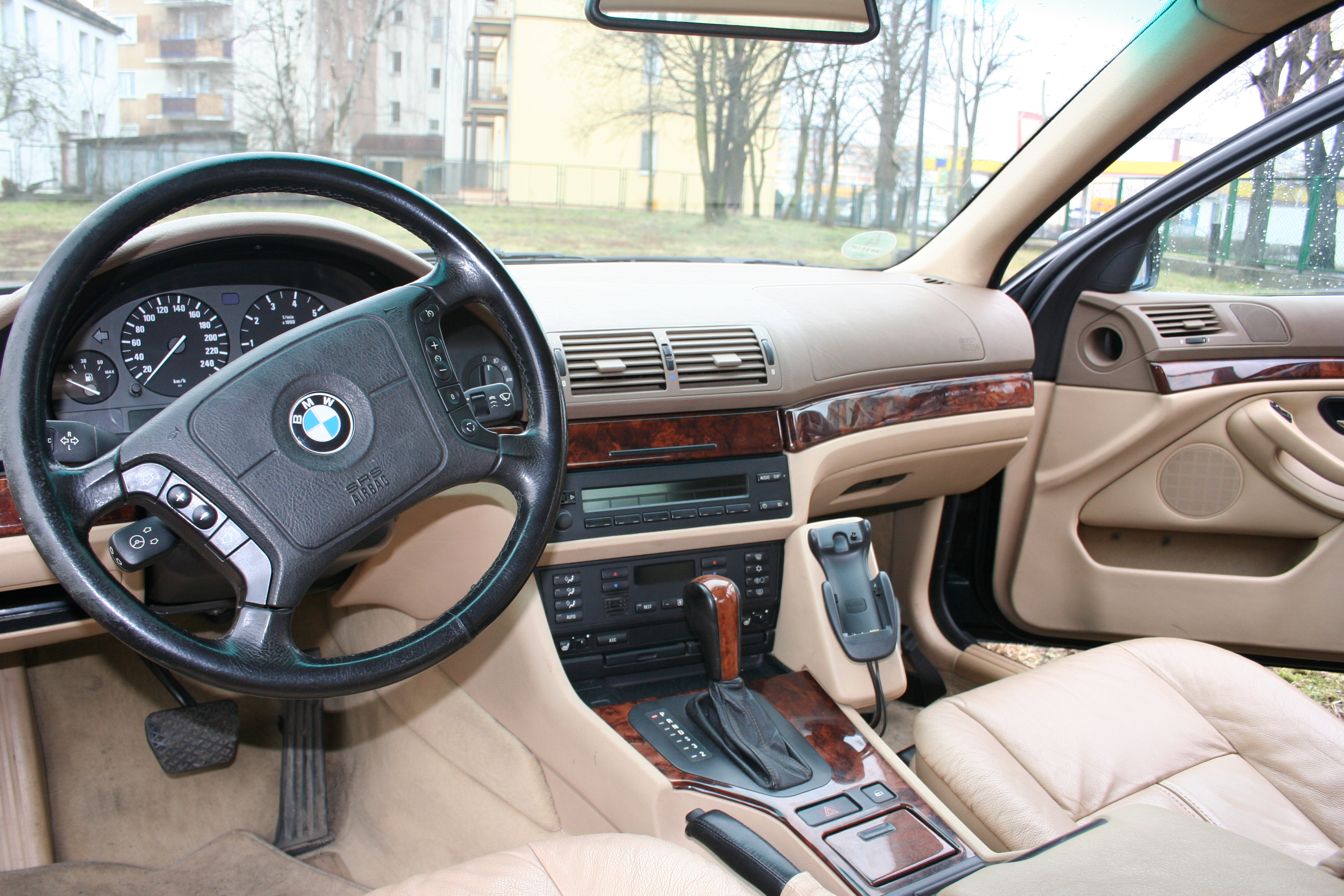
Intérieur avec équipement spécial
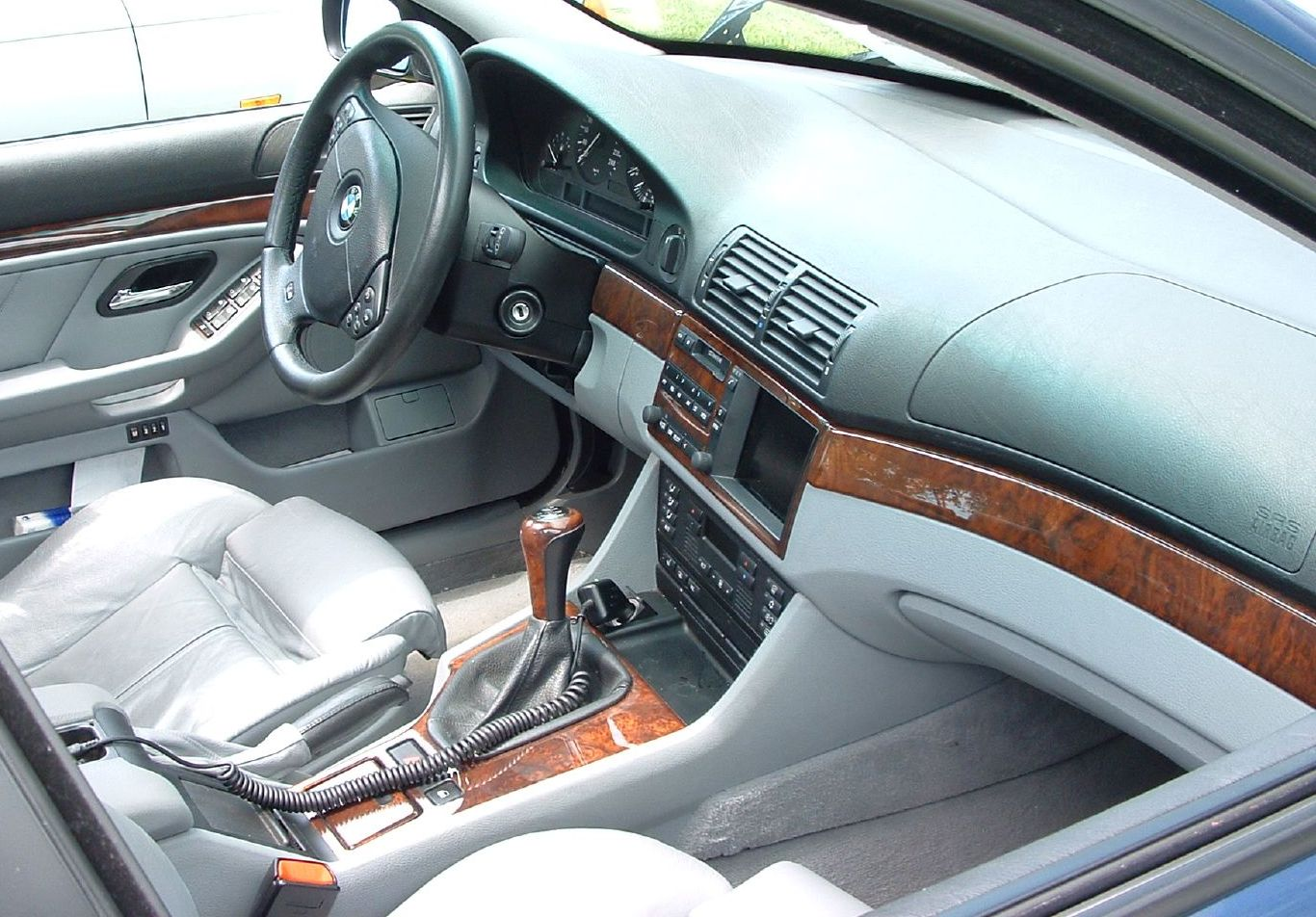
Intérieur de la version américaine (avec équipement spécial)

### Lifting
À l'automne 2000, la Série 5 a fait peau neuve. Les phares avant jumelés ont été remplacés et sont désormais entourés d'anneaux de feux de stationnement à technologie fibre optique. Les feux clignotants étaient désormais situés derrière la vitre de protection commune avec les phares. Les feux arrière ont également été convertis à la technologie de la fibre optique : quatre diodes électroluminescentes rouges de chaque côté alimentent quatre tiges lumineuses disposées horizontalement. Les anciens antibrouillards carrés ont été remplacés par des feux ronds et sont désormais de série sur tous les modèles. Le tablier avant a été redessiné, les pare-chocs étaient maintenant peints couleur carrosserie (sauf pour les véhicules avec la finition aérodynamique M) et les haricots BMW ont reçu des entourages chromés plus larges.

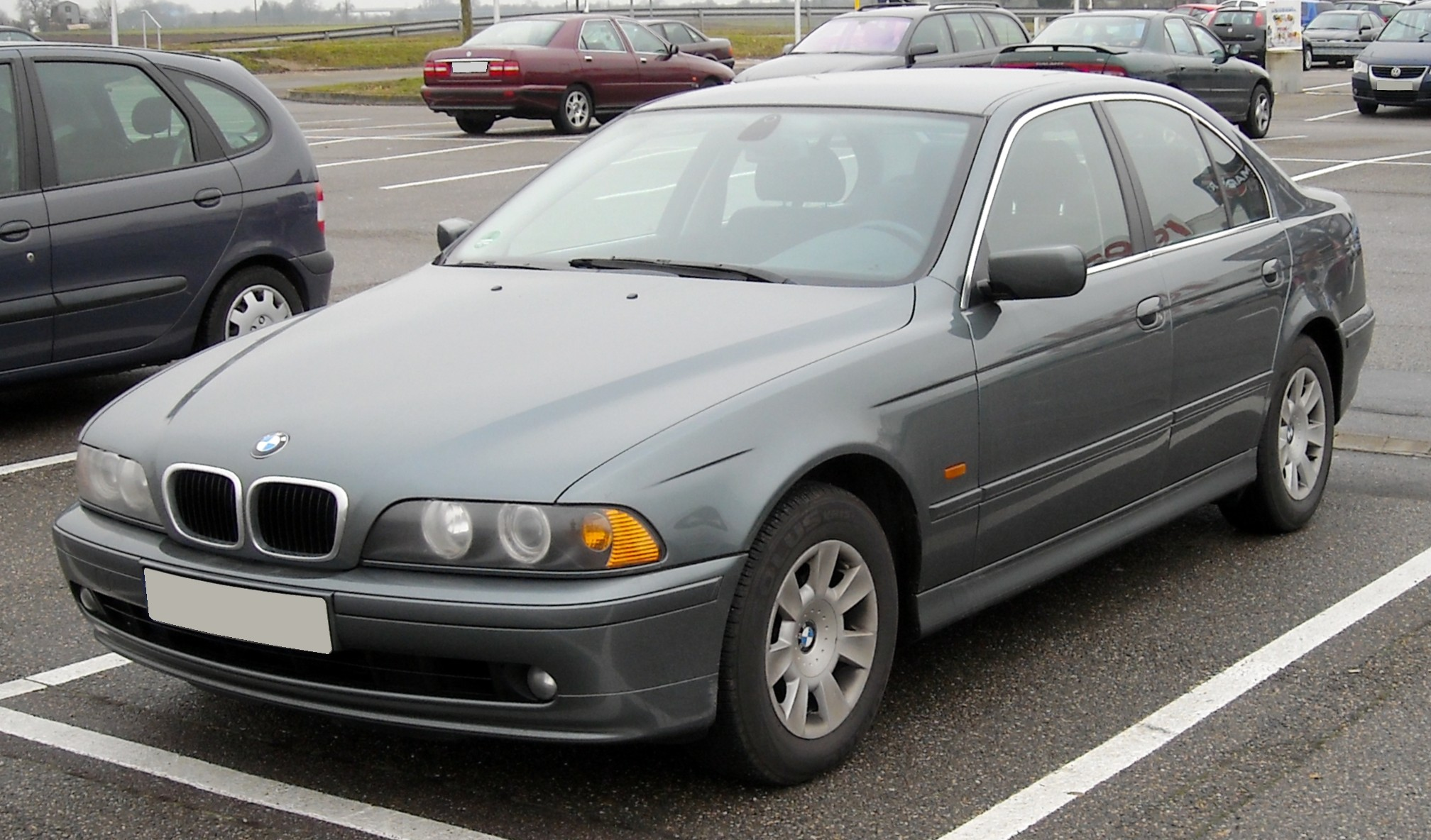
BMW Serie 5 berline (2000–2003)
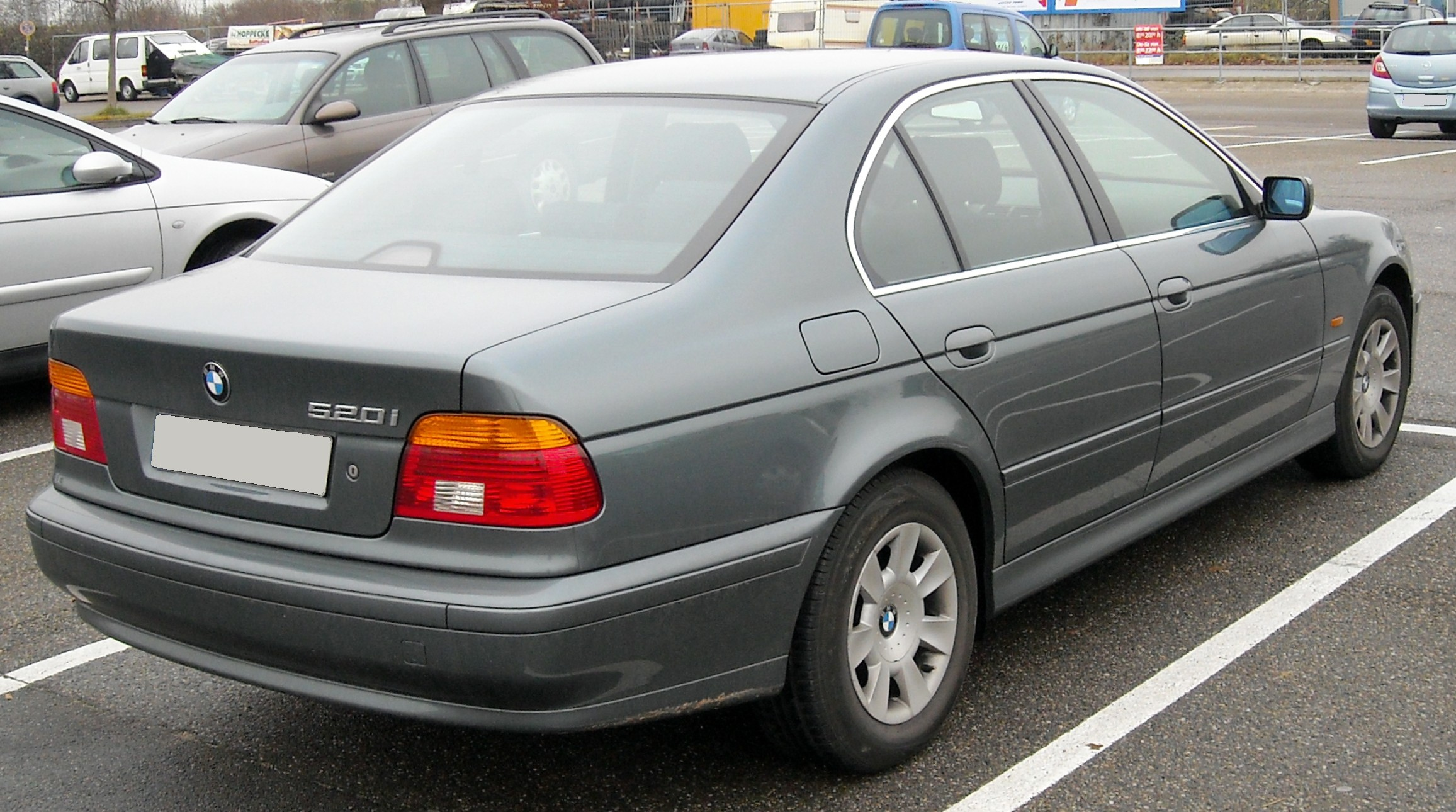
BMW Serie 5 berline (2000–2003)
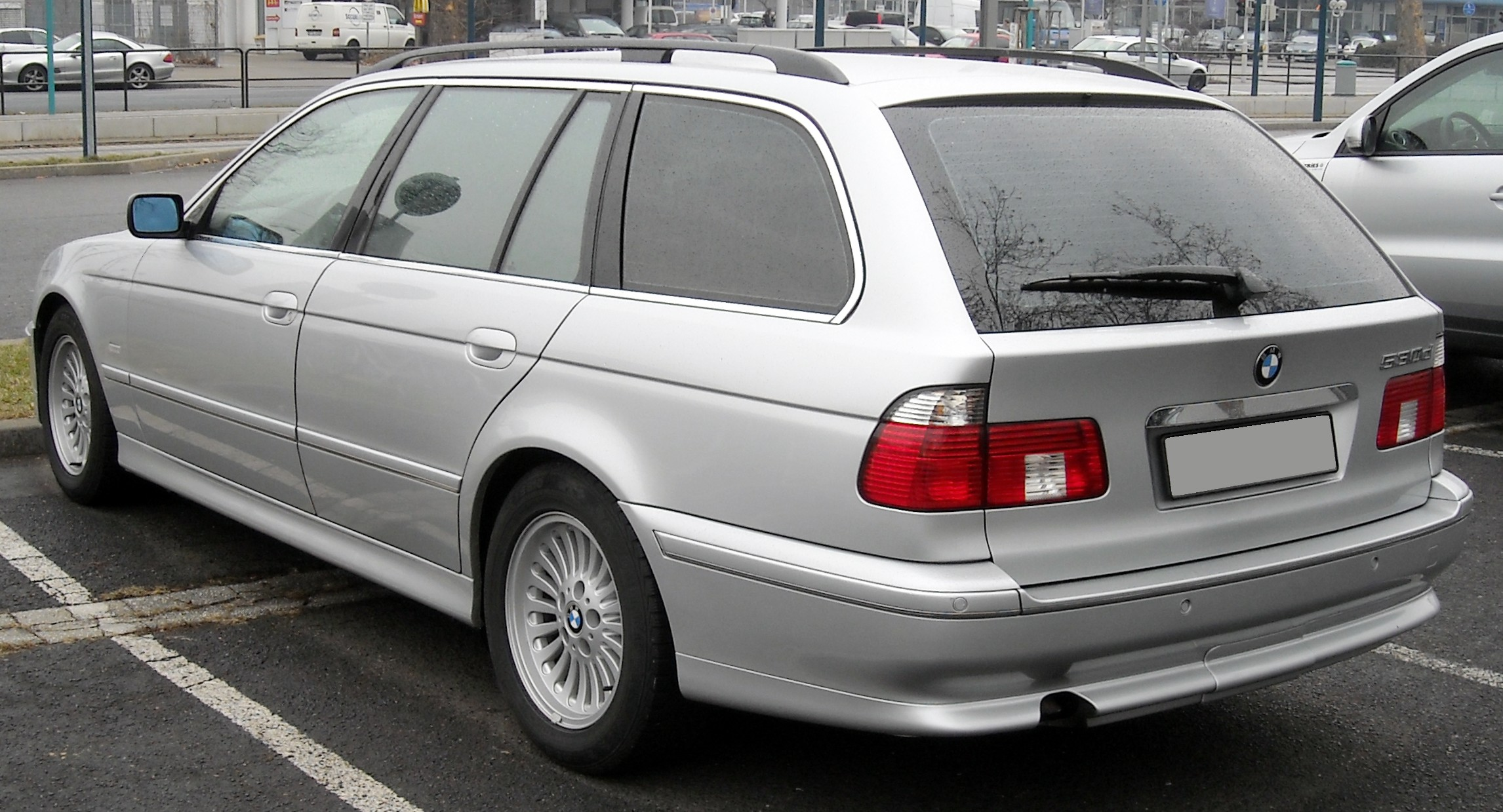
BMW Serie 5 Touring (2000–2004)
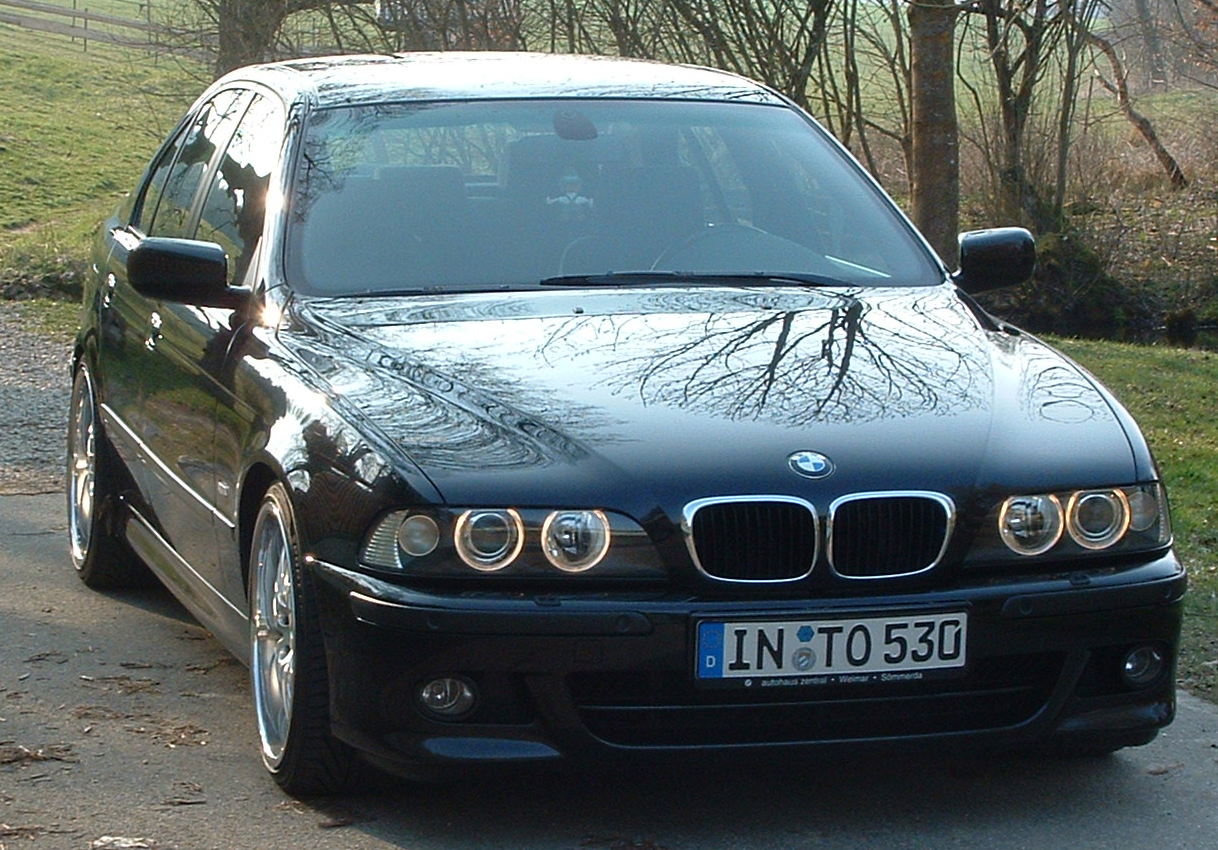
Nouveaux anneaux de feux de stationnement: BMW Série 5 berline avec finition M Sport
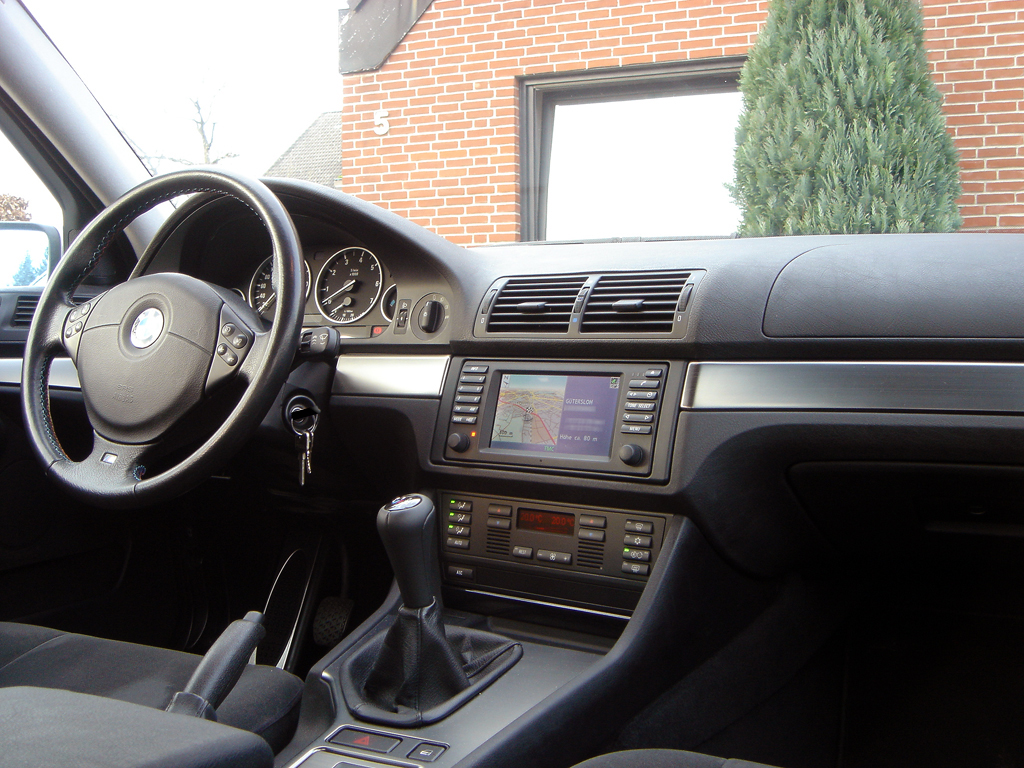
Intérieur avec équipement spécial

Pour les BMW Série 5 produites avant l'automne 2000, les concessionnaires BMW pouvaient les moderniser avec les caractéristiques visuelles du modèle relifté. Les phares, les feux arrière, le tablier avant, les phares antibrouillards et le tablier arrière pouvaient être remplacés.

## Moteurs

### Moteurs depuis le lancement

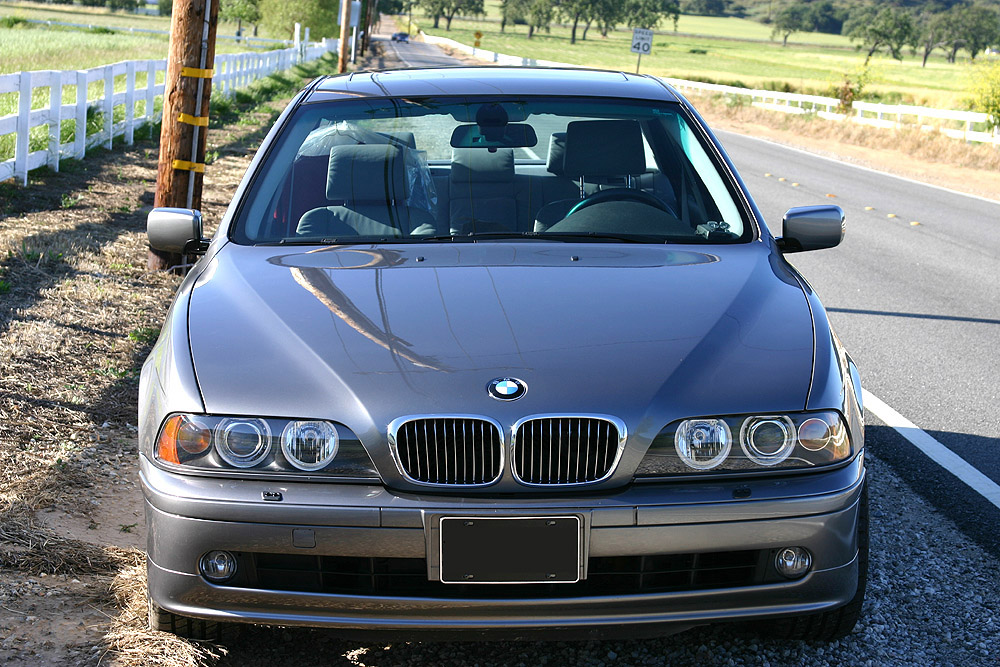
Entretoises chromées dans la calandre: BMW 540i (version américaine de 2000)

Les modèles 523i et 528i étaient disponibles dès le lancement sur le marché en décembre 1995, suivis des 525tds et 520i en mars 1996. Les modèles 520i, 523i et 528i sont équipés du moteur essence six cylindres en ligne M52 avec technologie à quatre soupapes. La 525tds est équipée du moteur diesel six cylindres en ligne M51 à chambre de turbulence avec technologie à deux soupapes, qui était également le seul moteur à deux soupapes de la gamme E39. Au cours du premier semestre de 1996, BMW a présenté la 535i (uniquement disponible en berline) et la 540i avec le moteur essence V8 M62 à quatre soupapes. Dans tous les moteurs essence, le carter et la culasse sont en métal léger. Selon BMW, l'utilisation de l'aluminium dans les moteurs six cylindres s'est traduite par un gain de poids de plus de 30 kg. Les modèles à moteurs huit cylindres se distinguent extérieurement des modèles à moteurs quatre et six cylindres par la calandre BMW : BMW a utilisé des entretoises verticales chromées pour tous les modèles à moteurs huit cylindres, tandis que tous les modèles à moteurs quatre et six cylindres (sauf la Highline ) ont des entretoises verticales noires,.

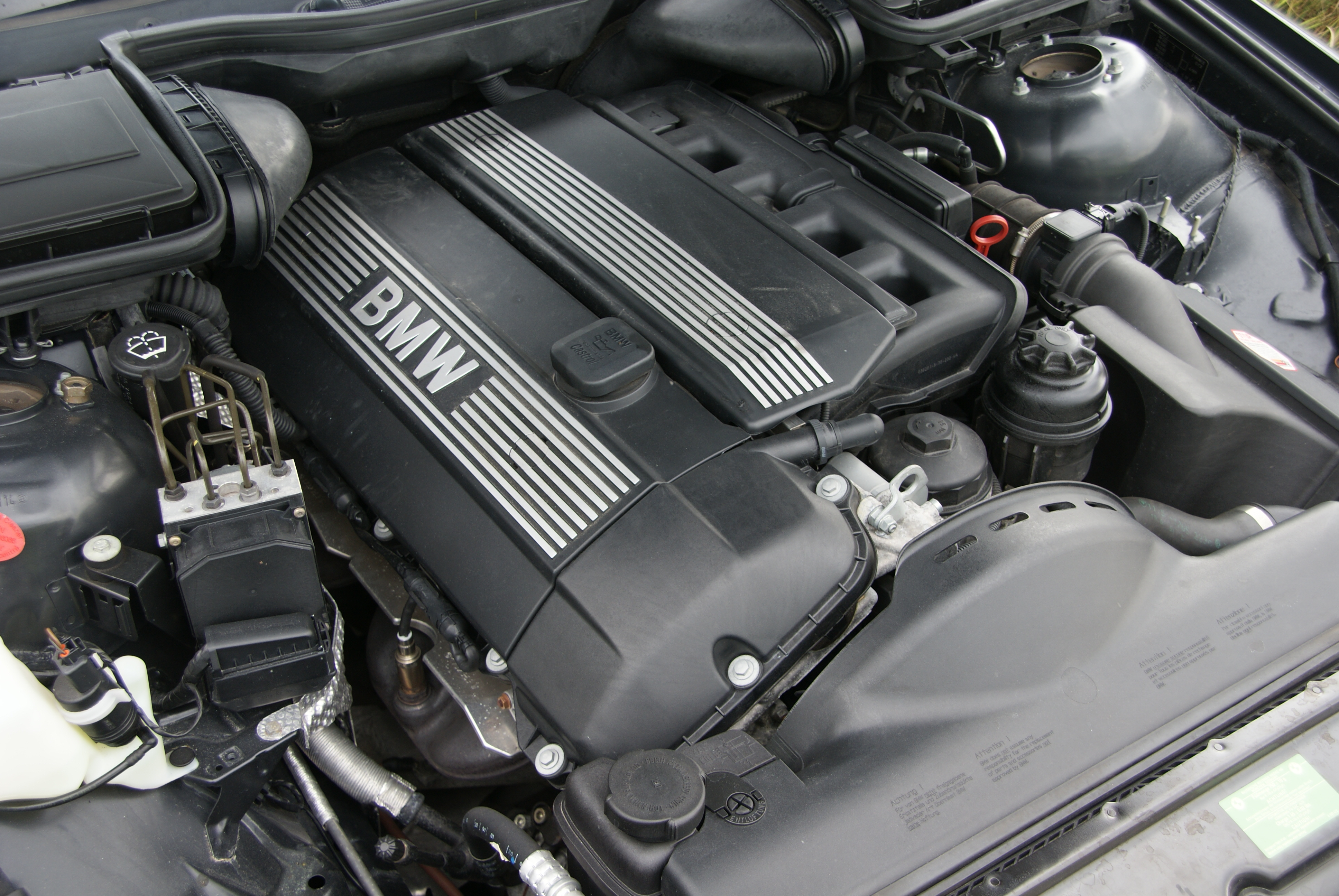
Moteur six cylindres en ligne M54 de la 525i
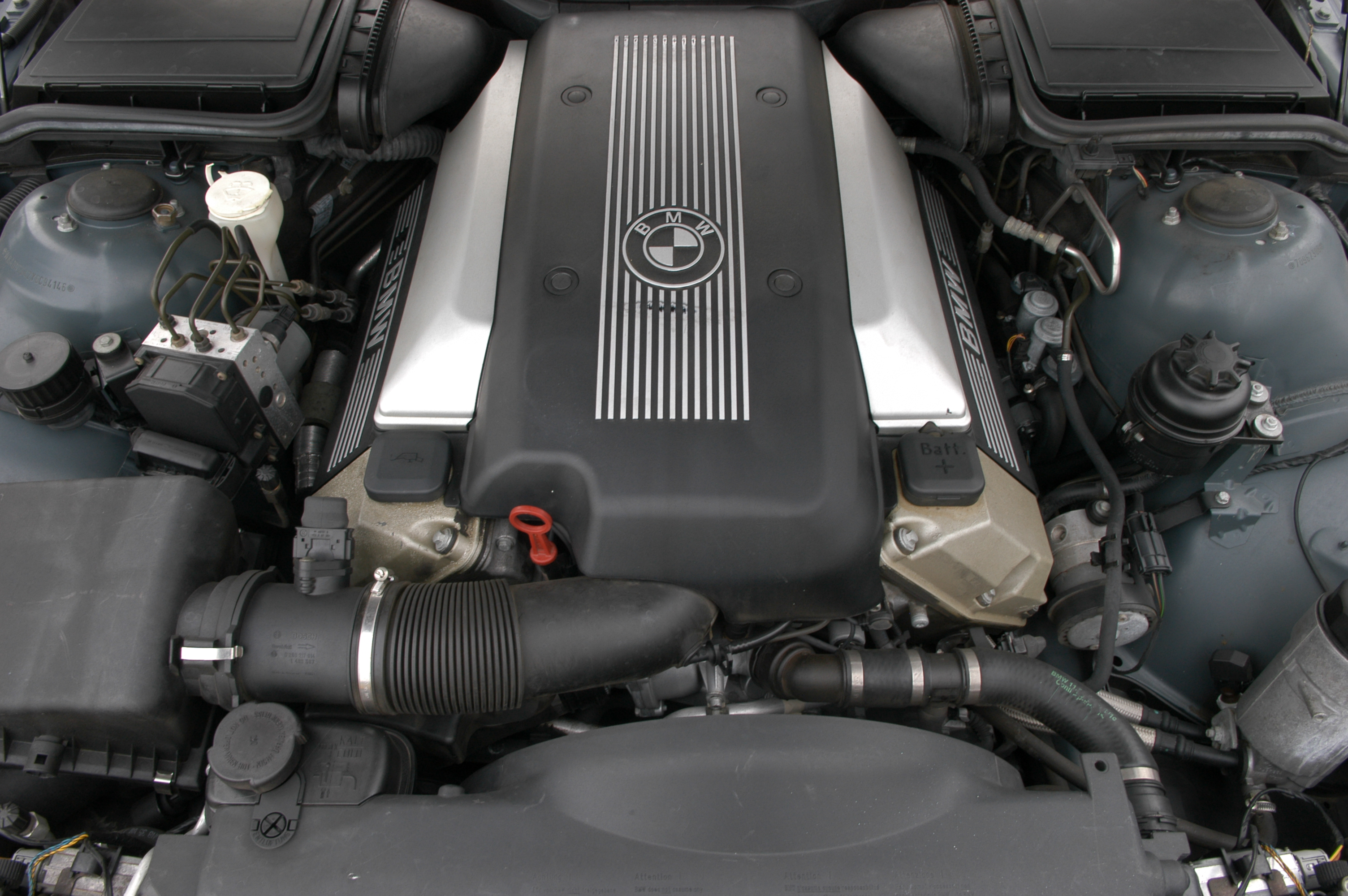
Moteur essence V8 M62TÜ de BMW
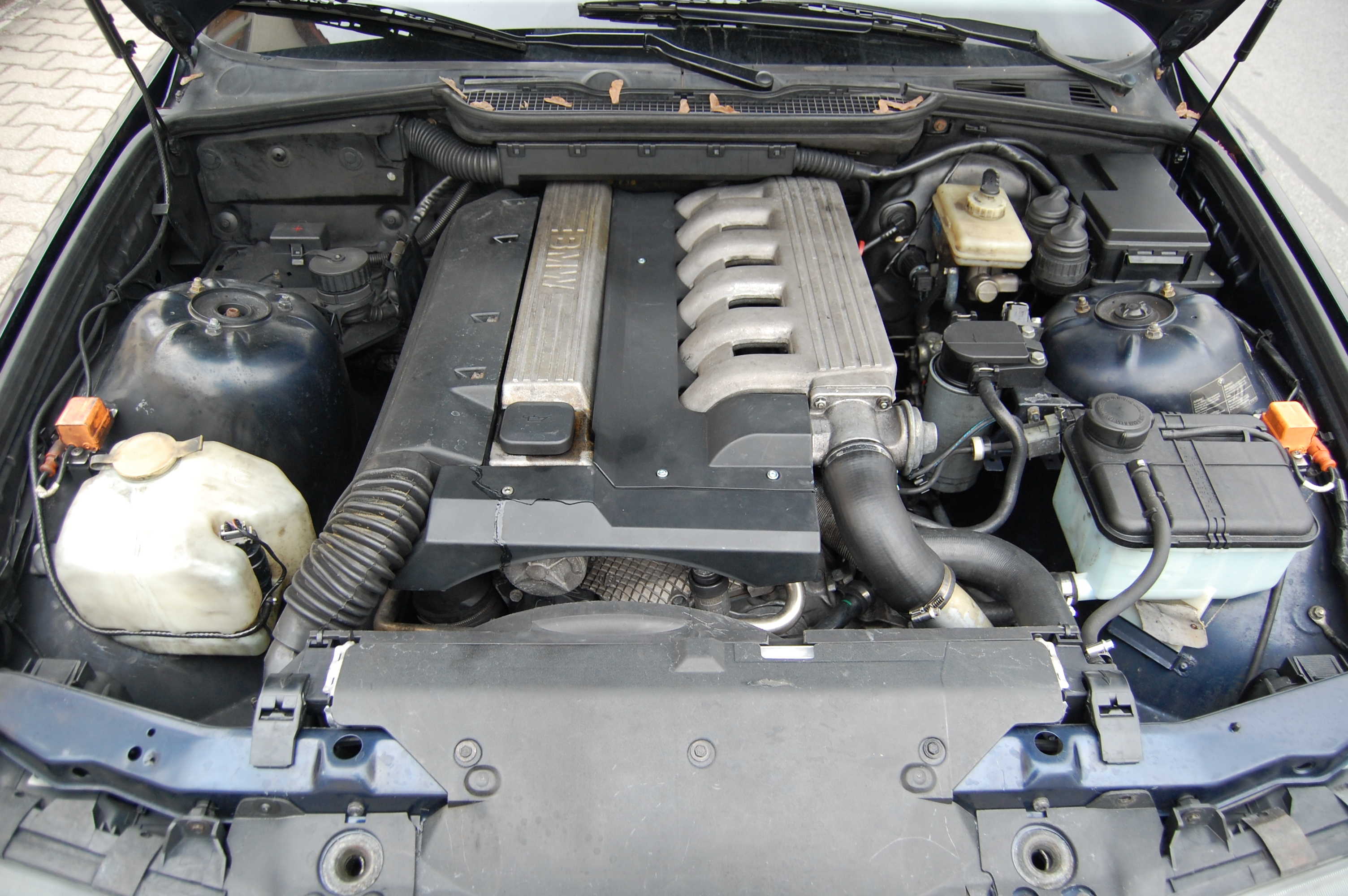
Moteur six cylindres (M51) à chambre de turbulence de la 525tds, ici dans une BMW E36

### Automne 1998: nouvelle 530d et moteurs essence révisés
À l'automne 1998, la 530d (et la 730d) a été introduite avec un moteur diesel six cylindres en ligne (M57) à injection directe de trois litres nouvellement développé. Il s'agissait du premier moteur avec injection directe à rampe commune produit en série par BMW et, selon BMW, du premier moteur diesel six cylindres à rampe commune sur le marché. Le système d'injection génère une pression d'injection maximale de 1 350 bar. Les autres technologies utilisées incluent un turbocompresseur à géométrie d'admission variable, un refroidissement intermédiaire et une technologie à quatre soupapes. Avec une puissance de 135 kW (184 ch), c'était le moteur diesel le plus puissant du marché pour une voiture de tourisme lors de son lancement. De plus, la 530d berline avec une vitesse de pointe de 225 km/h était la voiture diesel la plus rapide du marché. Le couple maximal de 390 Nm de la 530d est supérieur de 39 % à celui du moteur diesel à chambre de turbulence de la 525tds, malgré une augmentation de la cylindrée de seulement 17 %. La consommation de carburant de la 530d est inférieure d'environ 10 % à celle de la 525tds. Malheureusement pour cette 530d, son M57, bien qu'il soit d'une fiabilité et d'une robustesse exemplaires, était sujet à des problèmes moteurs comme celui des clapets d'admissions (défaut le plus connu) : ces derniers, avec l'usure du temps, venaient se détacher de leurs axes et s'engouffraient de les chambres de combustions ; ce qui causait des casses moteurs. Les 330d E46 et E90 (phase 1) avaient aussi ce problème. La plupart des experts conseillent donc la suppression de ces fameux clapets. 
À l'automne 1998, les moteurs essence ont également été révisés. Les modèles à moteurs six cylindres (520i, 523i et 528i) disposent désormais d'un contrôle variable des arbres à cames d'admission et d'échappement (double VANOS). Les modèles à moteurs huit cylindres (535i et 540i) avaient désormais un contrôle variable des arbres à cames d'admission (VANOS). Les effets de la révision ont été, d'une part, la réduction de la consommation de carburant et, d’une autre part, des émissions; tous les moteurs essence répondent désormais à la norme d'émission Euro 3 et également à la norme D4 à partir de la 528i. Un autre effet était l'augmentation du couple; Les courbes de couple montrent une courbe plus élevée, en particulier dans la plage de vitesse faible à moyenne, les moteurs huit cylindres ont également une valeur maximale qui a augmenté.

### Printemps 2000: nouvelles 520d et 525d
Au printemps 2000, les modèles diesel 520d et 525d ont été introduits. La 525d est équipé d'un moteur six cylindres en ligne avec injection à rampe commune de 2,5 litres. Celui-ci est basé sur le moteur six cylindres en ligne de trois litres de la 530d; la principale différence réside dans la cylindrée réduite. L'alésage et la course ont été réduits dans un rapport ajusté. Par rapport à la 525tds précédente, la 525d se caractérise par des performances de conduite nettement meilleures et une consommation de carburant inférieure de 17 %. La 520d est équipée d'un moteur quatre cylindres en ligne (M47) de deux litres qui était auparavant disponible dans la 320d. Contrairement aux 525d et 530d, la 520d utilise une pompe à injection distributrice haute pression au lieu de l'injection à rampe commune. Le moteur de la 520d est également équipé d'un turbocompresseur à géométrie d'admission variable, d'un refroidissement intermédiaire et d'une technologie à quatre soupapes. Avec une consommation standard d'environ six litres aux 100 kilomètres, la 520d est le modèle le plus économique de la gamme E39. En tant que berline, elle a une autonomie de 1 185 kilomètres avec un seul plein de carburant. Depuis le printemps 2000, la 530d respecte la norme antipollution Euro 3, tout comme les nouveaux modèles 520d et 525d.

### Automne 2000: nouveaux moteurs essence six cylindres et 530d plus puissantes
Au cours du lifting de l'automne 2000, la Série 5 a reçu de nouveaux moteurs essence six cylindres (M54), qui ont également modifié, en partie, les noms des modèles.
- De la 520i (2,0 l et 110 kW/150 ch) à la 520i (2,2 l et 125 kW/170 ch)
- De la 523i (2,5 l et 125 kW/170 ch) à la 525i (2,5 l et 141 kW/192 ch)
- De la 528i (2,8 l et 142 kW/193 ch) à la 530i (3,0 l et 170 kW/231 ch)

Dans les nouveaux moteurs, au moins 85 % du couple maximal est disponible entre 1 500 tr/min et 6 000 tr/min. L'augmentation de la puissance et du couple a été essentiellement obtenue grâce au système d'admission et d'échappement repensé et, dans le cas des 520i et 530i, grâce à l'augmentation de la cylindrée. Une pédale d'accélérateur électronique (drive-by-wire) était désormais utilisée. Les moteurs répondent aux normes d'émission Euro 3 et D4, ainsi qu’à la norme d'émission Euro 4 à partir de 2002.
De plus, la puissance de la 530d a été augmentée à 142 kW (193 ch) à l'automne 2000, et le couple maximal est passé à 410 Nm. Cela résulte des modifications de la géométrie du turbocompresseur et de l'hydraulique d'injection.

## Transmission, châssis et système d’échappement
Toutes les BMW Série 5 E39 ont une propulsion arrière. Contrairement à sa prédécesseur, l’E34, l’E39 n'était pas disponible avec une transmission intégrale. Le système de transmission intégrale XDrive n'était disponible que pour les modèles successeurs, l’E60/E61.
Selon BMW, l’E39 a été le premier véhicule produit en série avec un châssis presque entièrement en aluminium. BMW l'a décrit comme un "châssis léger". Les porte-essieux avant et arrière, les triangles, les étriers de frein (sur les 535i et 540i, les étriers de frein avant sont en fonte grise sphérique), les arbres de transmission et les roues standard, qui, comme les roues en acier conventionnelles, sont soudées ensemble à partir de jantes en matériau en bande et de disques de roue en tôle, sont tous en métal léger. Selon BMW, cela s'est traduit par un gain de poids de 36%, ou environ 65 kg, par rapport à un châssis en acier grâce à une réduction significative des masses non suspendues. Les roues avant sont suspendues sur des jambes de force MacPherson et deux triangles (essieu avant à double articulation), les roues arrière sont suspendues sur un essieu arrière multibras intégral,. La Série 5 Touring a un train arrière compact avec des amortisseurs presque horizontaux. Cela a rendu possible la grande largeur de l’espace de chargement du coffre. Les modèles 528i Touring, 530i Touring et 540i Touring étaient équipés de série d'un contrôle de niveau avec suspension pneumatique sur l'essieu arrière. Les autres modèles Touring et berline pouvaient également en être équipés moyennant un supplément,.
Tous les modèles sont équipés de freins à disque aux quatre roues. Ceux-ci sont ventilés à l'avant sur tous les modèles et également à l'arrière sur tous les modèles Touring. Sur la berline, avant l'automne 2000, les disques de frein arrière n'étaient ventilés que sur les modèles 528i, 535i, 540i, 525d et 530d; à partir de l'automne 2000, les disques de frein arrière des modèles les plus faibles étaient également ventilés. À partir de l'automne 2000, le diamètre des disques de frein avant est plus grand sur les modèles 530i, 535i, 540i et 530d que sur les modèles plus faibles,,.
Le système d'échappement est en acier inoxydable. Le système d'insonorisation est équipé de résonance de Helmholtz qui réduisent le bruit à basse fréquence.

## BMW M5
Article principal : BMW M5

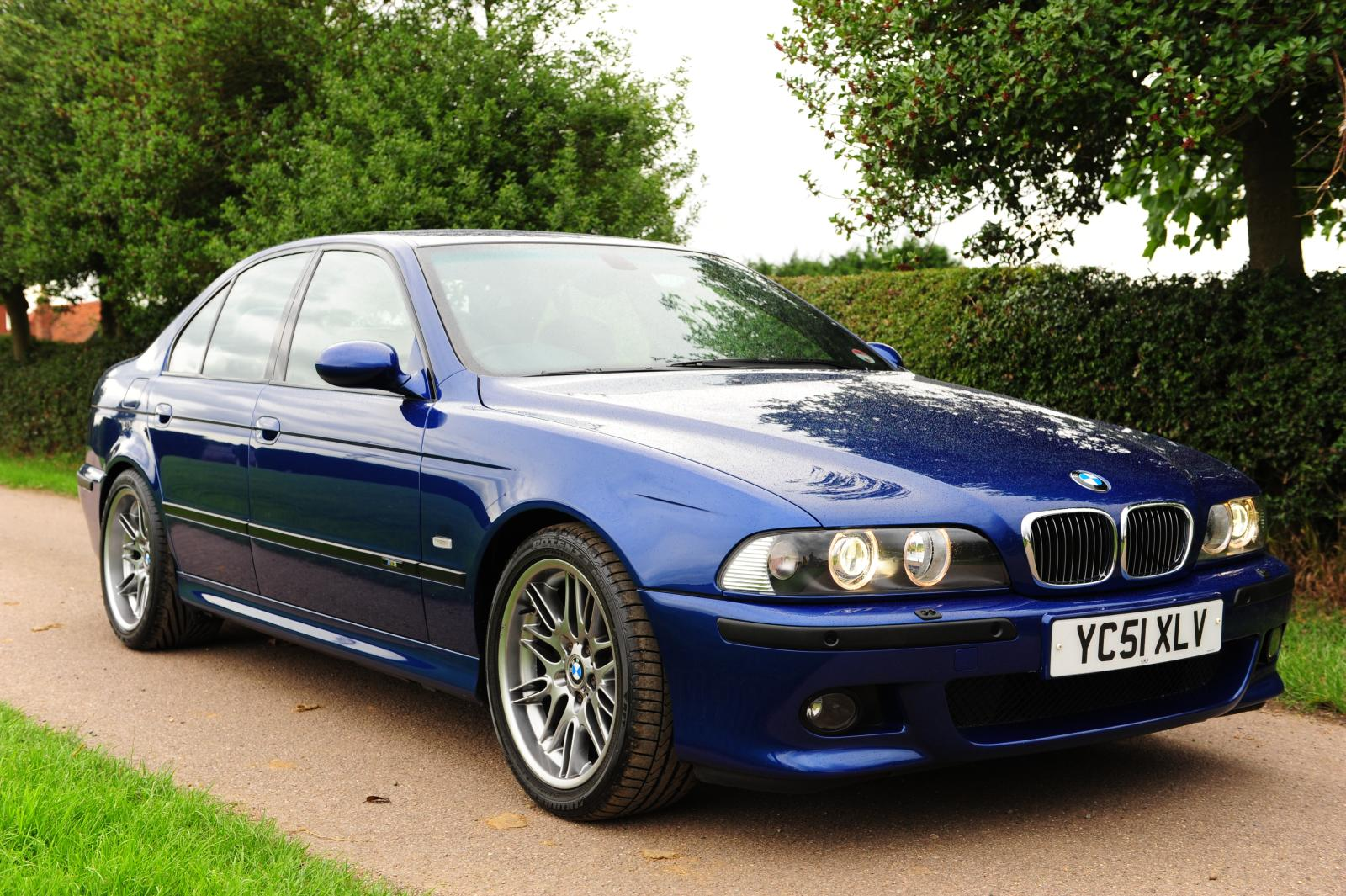
BMW M5 (modèle relifté de 2000)

Le modèle sportif M5 a été présenté en première mondiale en mars 1998 au Salon international de l'automobile de Genève et a été lancé à l'automne 1998. Contrairement à son prédécesseur de la gamme E34, la M5 de la gamme E39 n'était proposée qu'en berline et n'était pas disponible en Touring. Son moteur V8 atmosphérique de cinq litres délivre 294 kW (400 ch), ce qui en fait le moteur de série le plus puissant jamais produit par BMW. Le moteur développe un couple maximal de 500 Nm et est associé à une boîte manuelle à six rapports. L'aspect extérieur de la M5 correspond en grande partie aux modèles Série 5 Edition Sport ou avec la finition M Sport, mais elle diffère de celles-ci par :
- Deux systèmes de double échappement avec donc 4 sorties d'échappement au total (au lieu d'un seul tuyau d'échappement sur l’Edition Sport ou la finition M Sport)
- Un pare-chocs avant modifié (de construction identique au pare-chocs avant qui est également utilisé sur l’Edition Sport ou la finition M Sport, mais sans la traverse centrale et avec une calandre modifiée)
- Rétroviseurs extérieurs arrondis avec supports de rétroviseurs couleur carrosserie (au lieu de rétroviseurs extérieurs moins anguleux avec des supports de rétroviseurs noirs sur l’Edition Sport ou la finition M Sport)
- Jantes de 18 pouces en alliage spéciales avec pneus larges aux dimensions 245/40 R18 et 275/35 R18 (au lieu de jantes de 17 pouces en alliage avec des pneus 235/45 R17 et 255/40 R17 sur l’Edition Sport ou la finition M Sport)

La production de la M5 a été intégrée à la production de la Série 5 standard dans l'usine BMW de Dingolfing. À la fin de la production en juin 2003, environ 20 500 unités avaient été fabriquées.

## Véhicule de recherche 523g
Au salon international de l'automobile de Francfort en 1999, BMW a présenté le véhicule de recherche 523g. Son moteur six cylindres de trois litres d'une puissance de 135 kW (184 ch) fonctionne exclusivement au gaz naturel. La 523g équivaut à un véhicule à zéro émission selon la California Air Resources Board (CARB).

## Matériaux et recyclage
Selon la fiche de matériaux VDA 231-106, la BMW 520i de 1997 est composée des matériaux suivants (lorsque le réservoir est plein à 90 %) :
| Matériel                                        | Pourcentage en poids |
| ----------------------------------------------- | -------------------- |
| Acier/fer                                       | 50,6                 |
| Métaux légers, alliages coulés et corroyés      | 15,0                 |
| Métaux non ferreux, alliages coulés et corroyés | 3,0                  |
| Métaux spéciaux                                 | < 0,1                |
| Matériaux polymères                             | 18,1                 |
| Polymères de processus                          | 2,1                  |
| Autres matériaux et composés de matériaux       | 5,0                  |
| Électricité, composites électroniques           | 0,5                  |
| Fournitures et matériels auxiliaires            | 5,7                  |

Dans la BMW Série 5 de 1997, le poids des matériaux issus de matières premières renouvelables est le suivant :
| Matériel                         | Poids en grammes |
| -------------------------------- | ---------------- |
| Bois                             | 4.436            |
| Laine                            | 1.800            |
| Fibres végétales                 | 2.790            |
| Cuir (avec l’équipement spécial) | 8.800            |
| Caoutchouc                       | 6.000            |
| Poids total                      | 23.826           |

Dans la BMW E39 de 1997, 39 pièces sont fabriquées à partir de matières recyclées (produits finaux issus du recyclage des plastiques). Leur poids est de 24 kilogrammes, soit près d'un sixième de toutes les pièces en plastique. Dans le modèle E34 précédent, 11 pièces, ou 2,5 kilogrammes, étaient fabriquées à partir de matières recyclées. Selon BMW, l’E39 est économiquement recyclable à 85%.

## Essais de collision
Lors d’un crash test mené par Auto motor und sport en 1996, le véhicule a été conduit a 55 km/h avec un chevauchement de 50 %. Le magazine a jugé : «Toutes les valeurs sont tellement inférieures aux limites pertinentes pour les blessures qu'il ne peut guère être question d'un risque de blessure au sens propre du terme».
Lors du crash test Euro NCAP de 1998, la BMW E39 a reçu 25 points et quatre étoiles sur cinq possibles dans la cote de sécurité des occupants adultes. En termes de protection des piétons, le véhicule a obtenu 8 points et une étoile sur quatre possibles.

## Ventes mondiales
Au total, plus de 1,48 million d'unités de la BMW Série 5 E39 ont été vendues, dont environ 266 000 Touring. L’E39 réalise ainsi les ventes les plus élevées parmi les quatre premières générations de la Série 5.
| Année   | 2000    | 2001    | 2002    | 2003    | 2004   |
| ------- | ------- | ------- | ------- | ------- | ------ |
| Berline | 152.888 | ?       | ?       | 85.607  | ?      |
| Touring | 40.115  | ?       | ?       | 29.352  | 6.895  |
| Total   | 193.003 | 193.948 | 172.323 | 114.959 | ?      |
| Source  | [ 28 ]  | [ 29 ]  | [ 30 ]  | [ 31 ]  | [ 32 ] |

## Récompenses
- Le magazine "Bild am Sonntag" a décerné à la BMW 528i "Le volant d'or" de la catégorie 3 en 1995[33].
- Dans le choix des lecteurs pour "La meilleure voiture" dans le magazine Auto motor und sport, la BMW Série 5 est arrivée première dans la catégorie des grande routière en 1996, 1997, 2001 et 2002[34],[35],[36],[37]. Lors de sept élections en 2002, la Série 5 E39 a remporté six fois la première place et une fois la deuxième place[37].
- Le magazine Firmenauto a nommé le BMW 530d Touring «Voiture de société de l’année» en 2001 dans la catégorie break premium[10].

## Inventaire en Allemagne
En Allemagne, le stock de BMW E39 est répertorié selon le fabricant, les numéros de code de type et la Kraftfahrt-Bundesamt. Les types avec moins de 100 véhicules ne sont pas représentés. Jusqu’en 2007, l’inventaire comprenait non seulement le nombre de véhicules immatriculés mais aussi le nombre de pertes temporaires. Depuis 2008, l’inventaire ne contient que les "véhicules dans le trafic" y compris les plaques d’immatriculation saisonnières.
| Chiffres du fabricant/Numéros des codes de type | Modèles        | kW     | 1.1.2005 | 1.1.2006 | 1.1.2008 | 1.1.2009 | 1.1.2010 | 1.1.2011 | 1.1.2012 | 1.1.2013 | 1.1.2014 | 1.1.2015 | 1.1.2016 | 1.1.2017 | 1.1.2020 | 1.1.2021 | 1.1.2022 |
| ----------------------------------------------- | -------------- | ------ | -------- | -------- | -------- | -------- | -------- | -------- | -------- | -------- | -------- | -------- | -------- | -------- | -------- | -------- | -------- |
| 0005/567                                        | 523i           | 125    | 63.069   | 59.988   | 48.241   | 45.824   | 43.575   | 41.437   | 38.565   | 34.761   | 31.535   | 28.898   | 26.112   | 23.583   | 16.321   | 14.366   | 12.628   |
| 0005/568                                        | 528i           | 142    | 33.624   | 31.518   | 23.841   | 22.525   | 21.386   | 20.295   | 18.584   | 16.429   | 14.663   | 13.205   | 11.921   | 10.712   | 7.499    | 6.820    | 6.022    |
| 0005/569                                        | 520i           | 110    | 59.220   | 56.372   | 45.968   | 43.347   | 41.134   | 39.117   | 36.151   | 32.800   | 29.491   | 26.816   | 24.156   | 21.544   | 14.168   | 12.242   | 10.487   |
| 0005/570                                        | 525tds         | 105    | 9.456    | 8.331    | 5.451    | 4.634    | 4.015    | 3.394    | 2.738    | 2.212    | 1.753    | 1.432    | 1.152    | 939      | 441      | 372      | 315      |
| 0005/571                                        | 535i           | 173    | 4.166    | 3.878    | 2.848    | 2.675    | 2.545    | 2.370    | 2.165    | 1.928    | 1.723    | 1.566    | 1.407    | 1.267    | 865      | 796      | 727      |
| 0005/572 0005/619                               | 540i           | 210    | 6.679    | 6.098    | 4.538    | 4.325    | 4.137    | 3.889    | 3.618    | 3.291    | 3.022    | 2.776    | 2.541    | 2.336    | 1.788    | 1.687    | 1.553    |
| 0005/602                                        | 520i Touring   | 110    | 11.922   | 11.673   | 10.479   | 10.173   | 9.943    | 9.655    | 9.309    | 8.742    | 8.102    | 7.418    | 6.671    | 5.859    | 3.444    | 2.796    | 2.237    |
| 0005/604                                        | 523i Touring   | 125    | 18.610   | 18.170   | 16.274   | 15.952   | 15.650   | 15.343   | 14.796   | 13.959   | 12.999   | 11.859   | 10.581   | 9.380    | 5.646    | 4.648    | 3.737    |
| 0005/605                                        | 528i Touring   | 142    | 11.091   | 10.707   | 9.383    | 9.167    | 9.003    | 8.747    | 8.432    | 7.878    | 7.351    | 6.545    | 5.831    | 5.038    | 3.054    | 2.514    | 2.079    |
| 0005/606                                        | 540i Touring   | 210    | 3.611    | 3.417    | 2.872    | 2.789    | 2.734    | 2.626    | 2.482    | 2.308    | 2.111    | 1.937    | 1.724    | 1.576    | 1.132    | 1.028    | 930      |
| 0005/607                                        | 525tds Touring | 105    | 7.108    | 6.588    | 4.617    | 3.979    | 3.651    | 3.185    | 2.726    | 2.167    | 1.711    | 1.348    | 1.047    | 765      | 284      | 232      | 196      |
| 0005/631                                        | 530d           | 135    | 10.614   | 9.193    | 6.363    | 5.574    | 5.062    | 4.516    | 3.980    | 3.455    | 2.954    | 2.535    | 2.148    | 1.814    | 936      | 792      | 690      |
| 0005/632                                        | 530d Touring   | 135    | 12.124   | 11.344   | 8.521    | 7.613    | 7.182    | 6.599    | 5.947    | 5.264    | 4.539    | 3.892    | 3.284    | 2.723    | 1.195    | 1.011    | 798      |
| 0005/634                                        | 535i           | 180    | 3.229    | 3.047    | 2.404    | 2.326    | 2.250    | 2.161    | 2.038    | 1.864    | 1.733    | 1.599    | 1.442    | 1.323    | 943      | 888      | 772      |
| 0005/670                                        | 520d           | 100    | 4.828    | 4.305    | 3.176    | 2.865    | 2.685    | 2.472    | 2.238    | 2.006    | 1.707    | 1.453    | 1.210    | 992      | 532      | 463      | 404      |
| 0005/671                                        | 520d Touring   | 100    | 4.491    | 4.176    | 3.327    | 3.097    | 2.967    | 2.793    | 2.598    | 2.385    | 2.099    | 1.881    | 1.647    | 1.373    | 632      | 489      | 392      |
| 0005/672                                        | 525d           | 120    | 15.222   | 13.691   | 10.291   | 9.370    | 8.849    | 8.213    | 7.586    | 7.086    | 6.386    | 5.729    | 5.202    | 4.554    | 2.562    | 2.243    | 1.950    |
| 0005/673                                        | 525d Touring   | 120    | 19.382   | 18.536   | 15.361   | 14.487   | 14.152   | 13.455   | 12.656   | 11.885   | 11.085   | 10.167   | 9.231    | 8.103    | 4.479    | 3.834    | 3.248    |
| 0005/688                                        | 520i           | 125    | 16.423   | 15.373   | 12.586   | 12.217   | 12.030   | 11.762   | 11.335   | 10.889   | 10.453   | 9.996    | 9.428    | 8.840    | 7.079    | 6.552    | 5.973    |
| 0005/689                                        | 520i Touring   | 125    | 9.637    | 9.419    | 8.537    | 8.486    | 8.450    | 8.384    | 8.202    | 8.020    | 7.809    | 7.515    | 7.176    | 6.678    | 5.112    | 4.568    | 4.004    |
| 0005/692                                        | 525i           | 141    | 13.814   | 12.865   | 10.682   | 10.315   | 10.084   | 9.807    | 9.390    | 8.942    | 8.504    | 8.115    | 7.643    | 7.170    | 5.693    | 5.302    | 4.923    |
| 0005/693                                        | 525i Touring   | 141    | 8.690    | 8.510    | 7.829    | 7.828    | 7.790    | 7.709    | 7.538    | 7.388    | 7.195    | 6.999    | 6.653    | 6.262    | 4.942    | 4.478    | 4.064    |
| 0005/694                                        | 530i           | 170    | 8.148    | 7.364    | 5.913    | 5.788    | 5.658    | 5.481    | 5.254    | 4.921    | 4.637    | 4.385    | 4.120    | 3.870    | 3.045    | 2.833    | 2.637    |
| 0005/695                                        | 530i Touring   | 170    | 4.829    | 4.628    | 4.082    | 4.064    | 4.059    | 3.991    | 3.917    | 3.771    | 3.684    | 3.562    | 3.347    | 3.099    | 2.407    | 2.190    | 1.990    |
| 0005/696                                        | 530d           | 142    | 16.589   | 14.587   | 9.922    | 8.884    | 8.428    | 7.899    | 7.214    | 6.546    | 5.890    | 5.266    | 4.716    | 4.049    | 2.319    | 1.986    | 1.818    |
| 0005/697                                        | 530d Touring   | 142    | 22.316   | 21.366   | 17.154   | 15.855   | 15.478   | 14.781   | 13.888   | 13.054   | 12.014   | 10.941   | 9.827    | 8.611    | 4.923    | 4.199    | 3.594    |
| 7909/311                                        | M5             | 294    | 2.559    | 2.275    | 1.468    | 1.341    | 1.279    | 1.157    | 1.080    | 1.045    | 982      | 932      | 930      | 907      | 836      | 828      | 834      |
|                                                 | TOTAL          |        | 401.451  | 377.419  | 302.128  | 285.500  | 274.176  | 261.238  | 244.427  | 224.996  | 206.132  | 188.767  | 171.147  | 153.367  | 102.277  | 90.157   | 79.002   |
| Source                                          | Source         | Source | [ 38 ]   | [ 39 ]   | [ 40 ]   | [ 41 ]   | [ 42 ]   | [ 43 ]   | [ 44 ]   | [ 45 ]   | [ 46 ]   | [ 47 ]   | [ 48 ]   | [ 49 ]   | [ 50 ]   | [ 51 ]   | [ 52 ]   |

## Alpina
La BMW E39 a servi de véhicule de base pour divers modèles d'Alpina Burkard Bovensiepen. La D10 Biturbo a été le premier véhicule diesel du constructeur de l'Est de l'Allgäu. Selon Alpina, la D10 Biturbo était la berline diesel la plus puissante au monde au moment de sa présentation.
| Modèle      | Cylindrée | Cylindres | Puissance max.  | Couple max. | Période de construction | Véhicule de base      |
| ----------- | --------- | --------- | --------------- | ----------- | ----------------------- | --------------------- |
| B10 3,2     | 3 152 cm3 | 6         | 191 kW (260 PS) | 330 Nm      | 08/1997 bis 12/1998     | 528i berline, Touring |
| B10 3,3     | 3 298 cm3 | 6         | 206 kW (280 PS) | 335 Nm      | 02/1999 bis 10/2003     | 528i berline, Touring |
| B10 V8      | 4 619 cm3 | 8         | 250 kW (340 PS) | 470 Nm      | 01/1997 bis 10/1998     | 540i berline, Touring |
| B10 V8      | 4 619 cm3 | 8         | 255 kW (347 PS) | 480 Nm      | 10/1998 bis 07/2000     | 540i berline, Touring |
| B10 V8      | 4 619 cm3 | 8         | 255 kW (347 PS) | 480 Nm      | 09/2000 bis 02/2002     | 540i berline, Touring |
| B10 V8 S    | 4 837 cm3 | 8         | 276 kW (375 PS) | 510 Nm      | 01/2002 bis 05/2004     | 540i berline, Touring |
| D10 Biturbo | 2 926 cm3 | 6         | 180 kW (245 PS) | 500 Nm      | 04/2000 bis 10/2003     | 530d berline, Touring |
| Source      |           |           |                 |             |                         |                       |

## Utilisation dans les films
Les modèles de cette Série 5 peuvent être vus dans les films suivants :
- Frasier (1996-2004) avec Kelsey Grammer – 540i noire avec sièges en cuir gris
- Ennemi d'État (1998) avec Will Smith – Série 5 grise
- Les Soprano (1999-2007) avec James Gandolfini – Série 5 Touring vert foncé (pré-lifting) avec sièges en cuir couleur sable
- 60 secondes chrono (2000) avec Nicolas Cage – 540i
- Les Rivières pourpres (2000) avec Jean Reno – 540i
- Scary Movie (2000) avec Anna Faris – 540i
- The Hire Chosen (2001) – 540i
- The Hire Star (2001) – M5
- Mr. et Mrs. Smith (2005) – six cylindres en ligne, optiquement modifiée
- Borat (2006) – 520i optiquement modifiée en Alpin-Weiß III
- Evan tout-puissant (2007) – 525i
- Motel (2007) – 528i
- Fast and Furious 4 (2009) – 540i optiquement modifiée
- Don’t Be Afraid of the Dark (2010) – Série 5 noire
- Fast and Furious 5 (2011) – Série 5 noire avec 6 cylindres
- Tatort – Scène de crime de Brême avec une 525i noire
- The Possession – Das Dunkle in dir (2012) – 540i
- Cat. 8 (2015) – 540i Touring noir
- Narcos saison 1, épisode 8 (2015) – E39 argent montrée en 1989, bien que la construction ait commencé plus tard.
- The Da Vinci Code
- Großstadtrevier saison 14 à 21 – 520i en tant que voiture de patrouille des personnages principaux (surnom : "14/2")
- Hitman and Bodyguard – Gary Oldman est poussé hors du palais de justice vers la fin du film et atterrit sur le toit d'une E39 Touring argenté.